# Małżeństwo mut’a
Małżeństwo mut’a (mut’a znaczy przyjemność, rozkosz; ang.: wedlease) – małżeństwa czasowe zawierane przez Irańczyków wyznania szyickiego.
Małżeństwo mut’a wywodzi się z sytuacji, w której mężczyźni przebywają dłuższy czas poza domem w związku z udziałem w wojnie bądź uczestnictwem w pielgrzymce – są zatem daleko od swoich stałych żon. Mogą wówczas zawierać małżeństwa trwające przez z góry ustanowiony okres (od kilku dni do kilku lat), którego końcowy moment wyznaczony jest przez ich powrót do domu. Tylko mężczyźni mają prawo do równoległego małżeństwa (to jest czasowego małżeństwa mut’a) obok małżeństwa stałego, kobiety zaś nie. Mogą w nim uczestniczyć, ale nie mogą mieć jednocześnie stałych mężów. (Jednak o instytucji mut’a piszą autorzy zajmujący się społeczeństwami arabskimi w okresie kształtowania się islamu, a więc może ona pochodzić jeszcze z czasów przedislamskich i dopiero potem stopniowo ulegała patriarchalizacji).
Kobieta ma jednak prawo płodzić dzieci w wielu krótkotrwałych relacjach z mężczyznami (nie ma ograniczeń co do liczby małżeństw mut’a, które można zawrzeć), a ich prawa do opieki i spadku są instytucjonalnie zabezpieczone. W stałych małżeństwach opłata składana pannie młodej, zwana posagiem pośrednim, podobna jest do zwykłego posagu, z tym zastrzeżeniem, że zarówno jej wysokość, jak i czas płatności nie jest ustalony w umowie małżeńskiej. Jeśli obie strony zgadzały się, taki posag mógł być wypłacany dopiero po ceremonii ślubnej, z tym że panna młoda nie była zobligowana do odbywania z mężem stosunków seksualnych, dopóki taki pośredni posag nie został wypłacony.
Małżeństwo trwające przez z góry ustanowiony czas również wymagało wypłacenia pośredniego posagu, ale ponieważ do istoty tego związku należała jego tymczasowość, zwyczaj panujący wśród szyitów wymagał zarówno ostatecznego ustalenia wysokości posagu, jak i jego wypłacenia z chwilą zawarcia takiego małżeństwa. Dzieci pochodzące z małżeństwa mut’a miały takie samo prawo do środków utrzymania i do dziedziczenia, jak te ze stałego małżeństwa, z tym że zarówno żona, jak i mąż w małżeństwie mut’a mieli wolny wybór w zakresie stosowania środków antykoncepcyjnych i uzgadniania tego ze współmałżonkiem. W stałym zaś małżeństwie używanie takich środków, czy to ze strony żony, czy męża, wymagało uprzedniej zgody drugiego z małżonków.